# KAT-TUNスタイル
KAT-TUNスタイル（カトゥーンスタイル、英字表記：KAT-TUN STYLE）は、2006年4月3日から2012年3月30日まで、ニッポン放送をキーステーションにNRN系列全国ネットで放送していたラジオ番組。当時KAT-TUNのメンバーだった田口淳之介・田中聖がパーソナリティを務めていた。

## 概要
平日22時台から23時台のワイド番組に内包される形で放送している（2009年以降は、独立番組として扱われる場合もある。後述参照）。

### 開始 - 2009年11月27日
開始当初は毎週月曜 - 金曜の23:35頃から、2008年3月31日からは毎週月曜 - 木曜23:35頃からの10分番組である（ただし、2008年3月31日以降のニッポン放送ウェブサイト内全番組表では23:30と明記）。
2006年9月29日までは『東貴博 ニッポン全国 ラジベガス』の内包番組であったが、番組名変更に伴い2006年10月2日からは『ヤンピース』（月曜 - 木曜は『東貴博のヤンピース』、金曜は『南海キャンディーズ 山里亮太のヤンピース フライデースペシャル』。2008年9月1日から9月5日までは、スペシャル番組『ヤンピーススペシャル ティーンズコイバナ学園』）内での放送となる。2006年3月31日までこの時間帯だった『AAAのA〜お話』は、2006年4月3日より22時50分頃からの5分番組となった。
レギュラー放送の場合は曜日によってコーナーが違い、大々的なイベントや番組の節目等では1週間単位でスペシャルコーナーを設ける。
2007年10月1日より田中に代わり、新たに赤西仁が田口とパーソナリティを務めたが、2008年3月31日よりメンバーシャッフルとして再び田中聖と田口の2人でパーソナリティを務めている。赤西は3月28日を最後に降板。この改編時から、金曜日は亀梨和也がパーソナリティを務める『亀梨和也のKス バイ Kス』『亀梨和也のKス バイ Kス・KAT-TUNスタイルフライデースペシャル』（当初は『亀梨和也（仮）』『亀梨和也（仮）KAT-TUNスタイルフライデースペシャル』）を開始。
2008年9月8日より、『銀河に吠えろ!宇宙GメンTAKUYA』内の放送になった。『銀河に吠えろ!宇宙GメンTAKUYA』の時間帯で特別番組『オールナイトニッポンGOLD』が放送された場合には23:50 - 24:00に放送された。

### 2009年11月30日 - 2011年9月30日
2009年11月30日より『銀河に吠えろ!宇宙GメンTAKUYA』終了・『オールナイトニッポンGOLD』レギュラー編成化に伴い、毎週月曜 - 木曜23:50 - 24:00へ放送時間を変更。なお、新聞番組表では独立番組として扱われているが、ニッポン放送公式ウェブサイト内全番組表では『オールナイトニッポンGOLD』の内包番組として扱われている。
2010年2月8日から2月11日まで、上田竜也と中丸雄一がゲスト出演し、「TTUNスペシャル」と題して放送。その週(2月10日)に発売されるKAT-TUNの新曲、Love yourself〜君が嫌いな君が好き〜に合わせて、4人がひとりずつ、「○○が嫌いな○○が好き」というコーナーを実施した。これは自分の嫌いなところを発表し、他の3人がそれをポジティブに受け止めていく、というコーナー。
2010年7月22日、放送1000回をむかえ、『いい加減にせんかい！(千回)』と題して放送した。放送1回目のテープをながして、「棒読み!」と突っ込んでいた。放送1000回を記念して、9月20日から23日と27日から30日の2週に渡り公開収録スペシャルが放送された。
2011年9月30日をもって、10月から同枠で『AKBラジオドラマ劇場』が開始することに伴い、帯番組としての放送を終了。

### 2011年10月7日 - 2012年3月30日
2011年10月7日から、毎週金曜日夜23:40からの『亀梨和也のKス by Kス』を放送していた枠へ移動（それに伴い、『亀梨…』は終了。また、従来より同枠時間帯に自社製作番組『ミューパラ アグレッシブ』を放送しているABCラジオはネットを終了した）。

## パーソナリティ
- 田口淳之介（番組開始 - 番組終了）
- 田中聖（番組開始 - 2007年9月28日、2008年3月31日 - 番組終了）
- 赤西仁（2007年10月1日 - 2008年3月28日）

## コーナー

### レギュラー
- （月）「盛り下がってはいけMONDAY」
リスナーからのメールをテンションを下げずに紹介する。盛り下がったと評価された場合はけつバットと呼ばれる新聞紙でお尻を叩かれる。
- （火）「妄想未来日記」
「もし田口または田中が〇〇になったら」という設定で、2人でアドリブトークをする。
- （水）「KAT-TUN cafe」
リスナーから届いたお便りを紹介するコーナー。
- （木）「どっちが好きですか?アポなし直撃テレフォン」
リスナーにアポなしで電話。近況を聞きつつ最後に田口と田中のどちらが好きかを聞く。

### スペシャル

#### 2006年
- 2006年6月5日 - 6月16日 W杯特別週間

1週目 「やらしさ選手権」
「優しさ選手権」宛に届いたお題に対し、どちらがセクシーな受け答えが出来るかを競う。罰ゲームは、ニッポン放送社屋の屋上から初恋の人の名を叫ぶ。（結果：田口 5 - 3 田中）
2週目 「第1回ジャニーズ王選手権」
出題されたジャニーズに関するクイズに早押しで解答する。2ポイント先取でその日の勝者となり、火曜から木曜の3日間で2勝した方が勝ちとなる。罰ゲームは、父親に電話をして感謝の気持ちを伝えるというものだったが、父親が電話に出なかったため留守番電話での伝言となった。（結果: 田口 2 - 1 田中）
- 2006年8月21日 - 8月25日 100回突破記念 メール読みまくり

- 2006年8月28日 - 9月1日 負けたら先輩に物申す!クイズザ・リアル10!

毎週火曜日のレギュラーコーナー「ザ・リアル10!」のクイズ形式。罰ゲームはジャニーズの先輩（くじ引きの結果、堂本光一）に物申すコーナー。（結果：田中 5 - 4 田口）
- 2006年10月16日 - 10月20日 クイズ文化祭!1985 もちろん罰ゲームもかかってますスペシャル!!

田中・田口が生まれた年である1985年に関するクイズに答えていく。罰ゲームは低周波治療器であそこをはさむ。（結果：田口 6 - 7 田中）
- 2006年12月11日 - 12月15日 聖と淳之介のナンバー1大賞 あ、もちろん罰ゲームかかってますスペシャル

2人でバトルしながら毎日色々なナンバー1を決めていく。罰ゲームはピーマン100%ジュース一気飲み。
11日「くしゃみ大賞」　12日「まばたき大賞」　13日「あーーー大賞」　14日「マシュマロ大賞」（結果：田口 1 - 3 田中）
- 2006年12月26日 - 12月28日 アポなし電話でリンリンリン 年末大感謝スペシャル

2006年、番組にお便りを寄せたリスナーへ突然電話をかけ、1年間の感謝を伝える。

#### 2007年
- 2007年1月17日 - 1月19日 3日間連続 「生」優しさ選手権

毎週木曜日のレギュラーコーナー「優しさ選手権」でお題を読んでいるお姉さんこと、ニッポン放送の増田みのりアナウンサーをスタジオに迎え、田口・田中の目の前で出題しながら行われた選手権（レギュラー放送時はあらかじめ収録されたお題を元に行われている）。勝利ポイントは第6ラウンドに加算。
- 2007年2月19日 - 2月23日 保健の先生はオレだスペシャル どっちの悩みショー

毎週月曜日のレギュラーコーナー「どっちが好きですか?アポなし直撃テレフォン!」のスペシャル。リスナーの悩みに田口・田中が解決案を出し、どちらの案が参考になったかを選んで貰う。
- 2007年4月2日 - 4月6日 番組1周年記念 俺達の成長振りを聴いてくれスペシャル

番組開始から1年間でのトークの上達振りを示すため、田口・田中が毎日KAT-TUNのメンバー1人をテーマに、1週間丸ごとフリートークを広げる。
- 2007年4月9日 - 4月13日、4月16日 - 4月20日 春のアポなしテレフォン 根掘り葉掘り聞いちゃいまスペシャル

毎週月曜日のレギュラーコーナー「どっちが好きですか?アポなし直撃テレフォン!」のスペシャル版。どちらかがクイズを出題した後、田口か田中のどちらが好きなのかを選んでもらう。
- 2007年10月1日 - 10月7日「赤西仁を鍛える集中プログラム」

10月1日からレギュラーになった、赤西のための集中プログラム。
ラジオの先輩、田口が、毎日ラジオレギュラー初心者赤西の点数をつけていく。
- 2007年11月26日 - 12月15日

「赤西仁の仁来るベル」
ミュージックソンで赤西のプロデュースにより行うコーナーのメール紹介。KAT-TUNがあなたのクリスマスを盛り上げるための、たくさんのメールを紹介していく。
- 2007年11月29日「田口淳之介の誕生日お祝い企画」

この日、誕生日をむかえた田口をお祝いする企画。
- 2007年12月10日 - 12月15日

「KAT-TUNスタイル in生田スタジオ」
今年最後のスペシャルウィークということでスタジオを飛び出し、2人が出演中、有閑倶楽部の撮影所から放送。
- 2007年12月17日 - 12月21日 ラジオチャリティーミュージックソン直前スペシャル!「ミュージックソンを100倍楽しむ方法」

もっと、ミュージックソンをたのしむための秘訣を紹介する。
- 2007年12月25日 「ラジオチャリティーミュージックソン有難うスペシャル」

この放送当日に終了した、ラジオチャリティーミュージックソンの感謝会。
- 2007年12月26日 - 12月27日 「ラジオチャリティーミュージックソン後夜祭スペシャル」

ミュージックソンの後夜祭。2日間にわたって放送。
- 2007年12月28日 「ラジオチャリティーミュージックソン大打ち上げスペシャル」

ミュージックソンの大打ち上げ。(反省も含む)
- 2007年12月31日 「2007年もいよいよカウントダウン間近!今年はいろんな事がありましたね?!ちなみに自分に点数をつけるとしたら あなたは何点ぐらいでしたか?今回最後の放送はそんなスペシャル」

【2007年 あなたは何点だったでしょう?】今年一年を振り返り 100点満点であなたは何点だったのか?そんなことをお互いに採点し合う。赤西が田口の点数をつけて田口が赤西君の点数をつける。

#### 2008年
- 2008年1月1日 - 1月3日 「新春キムチュー運試し」

簡単な運試し。二人でゲームをして負けた方がさいころを振って出た目 1手の甲 2手のひら 3鼻 4膝 5頬 6口の中で木村ディレクターにチューをされるだけのゲーム。
1日、「ロシアンお正月ソング」(結果：勝ち→赤西、田口のキスの場所→口) 2日、「お正月！山の手線ゲーム」(結果：勝ち→赤西、田口のキスの場所→手の甲) 3日、「メールで福笑い！」(結果：勝ち→田口、赤西のキスの場所→手の平)
- 2008年1月4日 「2008年 俺これやります！おまえ これやれ！宣言！」

2008年の自分の目標と相手に求める目標を発表していく。
- 2008年2月11日 - 2月15日 決定!バレンタイン モテ男スペシャル

毎週月曜日にやっているアポなしテレフォンのスペシャル版。
バレンタインのことを色々聞きながら最後に赤西と田口のどっちにチョコレートをあげたいのかを聞いて、2008年のモテ男を決めていく。
（結果: 月「キムかじ」〔手〕」負け→田口・火「キムチュー〔耳〕」負け→赤西・水「キムなめ」〔手〕」負け→田口・木「キムレロ〔鼻〕」負け→田口・金「キム全部」〔手〕」負け→田口）
- 2008年2月18日 - 2月22日 受験生合格祈願！すべらない対決スペシャル

¨合格¨に関するゲームをしながら二人がバトルしていきます。木曜日まで闘って最終的に負けた方が金曜日に罰ゲーム。
（結果:月「合格 山手線ゲーム」負け→田口・火「エアー胴上げバトル」負け→田口・水「Only English battle（オンリー イングリッシュ バトル）」負け→赤西・木「合格の報告バトル」負け→田口・金「受験生合格祈願！すべらない対決の罰ゲームをやっちゃいますスペシャル<田口の罰ゲーム>」→すべらない話をして、すべってしまう話をしたら、キム全部。すべってしまった田口のキム全部の場所ー手ー
- 2008年3月17日 - 3月21日「春の男祭り!」

メールをくれた男の子だけにアポなし電話をしていく。
- 2008年3月25日 「リアル まっぱ仁仁仁」

いつもは変なキャラになっている二人だが、この日は、本当の赤西を検証していく。
- 2008年3月26日 「えっ?なにっ?フツヲタ読まないの?もったいないっ」

いつもは「田口淳之介の世界にエクスキューズミー」をやっているが、この日だけ、今まで届いた、フツヲタを時間がある限り読んだ。
- 2008年3月27日 「赤西仁のつかみネタ 却下！」

いつもは「西口仁之介」をやっているが、この日だけ、今まで募集し、届いた「赤西仁のつかみネタ」を紹介した。
- 2008年3月28日 「番組からお知らせスペシャル」

番組からお知らせ。
ここでは、メンバーのシャッフルと(田中との交代)、2008年3月31日からの金曜日の新たなパーソナリティ亀梨が発表された。
パーソナリティが交代してからの反省や2008年3月28日をもって降板する赤西のリスナーへの挨拶のなどのスペシャル。
また、この日がこの2人で放送する、最後の日となった。
- 2008年3月31日 「ブランクを埋める集中プログラム」

3月31日からレギュラー復帰した、田中のための集中プログラム。
六ヶ月のラジオブランクを田口がいろんな課題を与えて、そのテーマにあったものを、ラジオを聞いている人分かるようにレポートし、埋めていくプログラム。
（月「味の描写」・火「臭いの描写」・水「風景の描写」・木「生ピーマンの丸かじり」）

#### 2010年
- 2010年2月15日 - 2月18日 「盛り下げてはいけないラジオスペシャル」

リスナーから送られた、普段なら読まないようなメールを読んで、テンションを上げていく。
テンションが低いと判断されると、けつバット、新聞紙で出来たバットでお尻を叩かれる。
- 2010年4月19日 - 4月22日 「盛り下げてはいけないラジオスペシャル リターンズ」

### OP・ED
- OP（オープニング）

（番組開始 - 2007年9月28日）冒頭でのリスナーから田口・田中への質問コーナー。質問は1〜2文の簡単な内容で、瞬発的にネタを交えた回答が返される。
（2007年10月1日 - ）冒頭で「今夜の指令」として、リスナーからの指令メールを、じゃんけんでどちらかその内容をやってもらう。
（2008年4月7日 - ）冒頭で「オープニングのYES or NO！」として、リスナーからの「YES or NO」の質問に田口、田中、二人同時で答える。質問は1〜2文の簡単な内容。
（2010年 - ）冒頭で「KAT-TUNランドリー」として、リスナーから送られた2択問題に答える。
- ED（エンディング）

（番組開始 - 2007年9月28日）締めの挨拶として、田中がリスナーから届いた一文を紹介する。外国語、方言、面白いセリフ等内容は様々。以前は「Good night, baby」と挨拶していた田中が他国語を取り入れたところ、次第にリスナーからも挨拶文が届き始めた為に一コーナーとして確立された。また、金曜日のみ2人とも「Good night, baby」と挨拶をする。BGMはKAT-TUNの『GLORIA（オリジナル・カラオケ）』である。
（2007年10月1日 - ）リスナーが考えた2人のユニット名を紹介する。
（2007年11月12日 - 2008年3月28日）リスナーが考えた赤西仁の掴みネタを紹介する。
（2010年 - ）田口が考えたエンディングコーナー「読めよコラ！」。2009年発売のKAT-TUNのアルバムBreak the recorsに収録されている田中のソロ曲「PIERROT」のサビ部分のメロディに合わせてリスナーからのメールを読む。
（2011年8月 - ）newシングル「RUN FOR YOU」のサビを替え歌にする「RUN FOR YOUの替え歌のコーナー」

### 終了したコーナー
- （月）「KAT-TUNスタイル ○○○編」

テーマを元にリスナーからの珍回答を募集するコーナー。実際にやったというレポートも募集している。
2006年4月3日 - 5月8日…「ラジオの聞き方編」
2006年5月15日 - 7月3日…「昼休みの過ごし方編」
2006年7月10日 - 11月6日…「告白の仕方編」
2006年11月13日 - 1月22日…「仲直りの仕方編」
2006年12月18日・12月25日…「年越しの仕方編」
- （木）「優しさ選手権」

リスナーの考えた設定に対して、どちらが優しい受け答えができるかを競うコーナー（2006年4月6日〜全6ラウンド）。第6ラウンドのみ10ポイント先取であった。
2007年3月8日までの通算勝利数：田口 30 - 45 田中（11引き分け）
（特別ポイント加算後：田口 39 - 84 田中）
- （木）「プリンス選手権」

リスナーの考えた設定に対して、田中、田口どちらが優しい受け答えができるかを競うコーナー
- （火）「ザ・リアル10!」

リスナーの日常生活を10文字以内の文で報告してもらうコーナー。
- （水）「淳之介のダジャリング」

リスナーの考えたダジャレを田口が紹介するコーナー。
- （木）「戦国武将選手権」

リスナーの考えた設定に対しての受け答えを、どちらの方が戦国武将っぽくできるかを競うコーナー。
2007年3月29日までの通算勝利数：田口 2 - 3 田中
- （火）「田中口研究所」
- （木）「アラブの石油王選手」

リスナーの考えた設定に対して、田中、田口どちらがアラブの石油王らしく金持ち風な答えができるかを競うコーナー
- （水）「田口淳之介の宇宙にエクスキューズミー」

田口のコーナー及び、今までやっていた「田口淳之介の世界にエクスキューズミー」の拡大版。王子様キャラの田口であるがこのコーナーでは世の中のいろんなことに物申していきます。リスナーが田口にバッサリ斬ってもらいたい世の中の出来事を書いて送ってもらい、毎週斬っていくコーナー。たまにダジャレで斬ってくることも。
- （水）「それからタクシー」

田口と田中がそれぞれタクシーの乗客となり、運転手（声：山本剛士）に面白い話を聞かせる。つまらないと降車させられる。どちらが面白かったかスタッフが審判を下す。
赤西の降板により打ち切り
- （火）「まっぱ！仁仁仁」

赤西のコーナー。クールなイメージが先行する赤西であるが、実際はどうなのか？リスナーのメールをもとに赤西を丸裸にしていく。リスナーが思う赤西のイメージを送ってもらい、ひとつずつ直接聞いて検証していくコーナー。
- （水）「田口淳之介の世界にエクスキューズミー」

田口のコーナー。王子様キャラの田口であるがこのコーナーでは世の中のいろんなことに物申していきます。リスナーが田口にバッサリ斬ってもらいたい世の中の出来事を書いて送ってもらい、毎週斬っていくコーナー。たまにダジャレで斬ってくることも。
- （木）「西口仁之介」

赤西仁と田口淳之介が二人合わせて西口仁之介ということで二人で力を合わせてリスナーの悩みを真剣に解決していくコーナー。
- （金）「フツオタを読む」

リスナーから届いた普通のお便りを紹介するコーナー。

## 備考
オープニングトークのあと、KAT-TUNの曲やパーソナリティー2人がよくカラオケで歌う曲などから、1曲流している。

## 連載
- KAT-TUN スタイル（月刊 TVnavi）